# Diego de Urbina
Diego de Urbina est un peintre espagnol de la Renaissance, né en 1516, et mort vers 1594.
Il a été un des peintres les plus représentatifs de l'école madrilène de la seconde moitié du XVIe siècle, assez rapidement tombé dans l'oubli. Il a pourtant été renommé au temps du roi Philippe II et Lope de Vega a chanté son talent dans des vers élogieux de Laurel de Apolo.

## Biographie
Diego de Urbina est né à Madrid, fils du peintre Pedro de Ampuero y Urbina et de Teresa Diaz de Montalbán, mariés en 1512. Il a été baptisé dans la paroisse de San Ginés, le 26 février 1516 avec un frère jumeau, Francisco de Ampuero, qui a aussi été un peintre spécialisé dans la dorure de retables. De son père, originaire de Cantabrie, on ne connaît aucune œuvre, mais des documents permettent de connaître son travail de peintre à Madrid dans les premières décennies du XVIe siècle, montrant qu'il a exécuté un nombre important d'œuvres. Ses frères Cristóbal de Urbina et García de Ampuero, qui semblent reprendre le prestigieux atelier familial en 1538, étaient peintres.
Il a été formé dans l'atelier de son père, dans le style de peinture de la Renaissance pratiqué par l'école de Tolède par Juan de Borgoña et les raphaélesques Francisco de Comontes et Juan Correa de Vivar, dont le travail se caractérise par un dessin précis, l'intérêt prédominant pour la figure humaine et l'harmonie de composition.
En 1550, il épouse Isabel de Alderete, dont il a eu sept enfants  :
- L'aîné, Diego de Urbina Ampuero (vers 1555-1623), émancipé en 1576, quand avait environ vingt et un ans, roi d'armes (rey de armas) de Castille sous les rois Philippe II, Philippe III et Philippe IV, et est devenu maire (regidor) de Madrid.
- Pedro de Ampuero, né en 1563, peintre comme son père. Il est cité en 1612 comme habitant à Alcalá de Henares.
- Cristóbal de Urbina,
- Jerónimo de Urbina,
- Doña Ana de Urbina, mariée à Fernando de Lodeña, fils de Diego de Lodeña y Luxán, commandeur de Mirabel de l'ordre de Santiago,
- Doña María de Urbina, vivante en 1602,
- Doña Isabel de Urbina, morte à Tolède en 1595. Elle est mariée par procuration le 1er mai 1588 avec Lope Félix de Vega y Carpio, le Fénix de los Ingénios. De cette union sont nées deux filles, doña Teodora de Vega, morte avant sa mère, et doňa Antonia de Vega, décédée en 1596.

La famille résidait à Madrid, sur la calla Mayor.
Le premier contrat connu comme peintre indépendant date du 3 janvier 1552 quand il signe avec le sculpteur Juan de la Plaza celui pour la réalisation des retables du maître-autel et des collatéraux de l'église de San Gil, à côté de l'ancien Alcazar de Madrid, financé par Charles Quint.
En 1557 il finit de dorer et d'estofer le retable du maître-autel du monastère del Parral de Ségovie pour lequel il avait signé le contrat en 1553.
Entre 1560 et 1562, il est à Aranda de Duero où il travaille à la demande de l'évêque d'Osma. Il est payé en 1564. En 1562 il prend le contrat pour réaliser un retable pour la chapelle de Diego de Ávila, ainsi que pour l'église Santa María de la Almudena de Madrid.
En 1563 il est occupé à peindre le retable du maître-autel du couvent de Santa Cruz la Real de Ségovie.
En avril 1565 il prend comme apprenti Francisco, fils du peintre Bartolomé Sánchez.
En 1566, il prend les contrats de réalisation des peintures des retables de Colmenar Viejo et de Pozuelo de Aravacas. Il est aussi intervenu pour des ouvrages au palais de Valsaín.
Il signe un contrat avec le sculpteur Quintín de Brye pour la réalisation de sept personnages en bois en 1567. En 1569 il a peint un tableau du Sauveur pour la cathédrale de Burgo de Osma et signe le contrat pour la peinture du retable et du maître-autel du couvent de Santa Cruz el Real de Ségovie commandé par le roi Philippe II. Cette même année il loue des maisons dont il est propriétaire.
Puis, en 1570, il passe un contrat pour l'église San Martín de Madrid, un autre pour la peinture et l'estofado pour le monastère de Nuestra Señora de la Esperanza à Ocaña,  et un autre pour doña María de Pisa. La même année, il réalisa avec Sánchez Coello deux arcs triomphaux célébrer pour l'entrée de la reine Doña Ana.

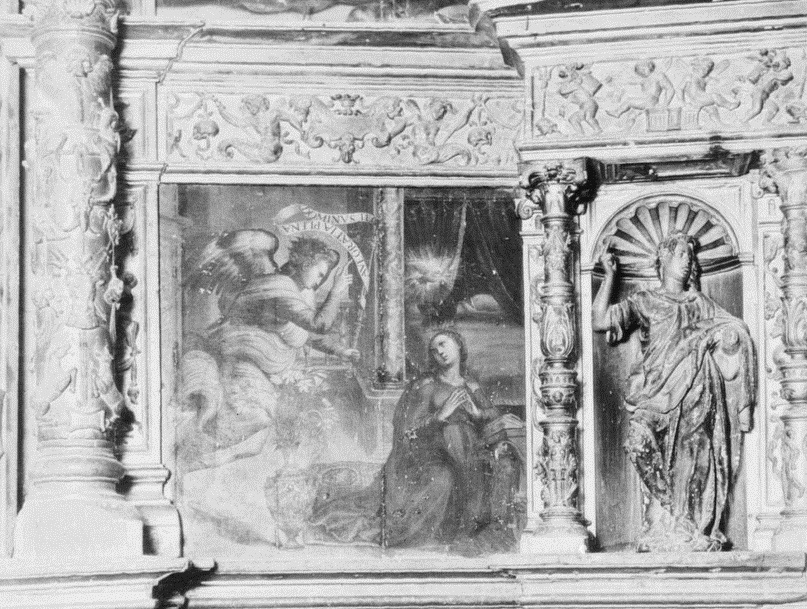
Retable de l'église de Pozuelo disparu en 1936

Il met en place en 1572 le retable du maître-autel du monastère de Santa Cruz el Real de Ségovie pour lequel il est payé 3 000 ducats. L'année suivante il peint trois tableaux pour le monastère des Descalzas Reales à la demande de la princesse du Portugal. Il peint le tenture (cortina) de San Jerónimo el Real de Madrid. En 1574 il peint les stations du cloître du couvent des Descaladas Reales, et une année après, il réalise la peinture des stalles du monastère de la Esperanza d'Ocaña. En 1576 il signe le contrat pour la réalisation de deux retables collatéraux de l'église Santa María de Torrelaguna mais dont il a cédé la réalisation au peintre Juan de Cerecedo. La même année, il s'est concerté avec Francisco Giralte pour la fabrication d'un retable pour l'église de Pozuelo. Il existe également des documents sur les relations avec le sculpteur tolédan Juan Bautista Monegro.
En 1579 il travaille au palais de Aranjuez et va commencer à travailler à l'Escurial. Il va alors s'occuper de divers travaux pour le roi pendant une décennie.
En octobre 1590, il est mentionné pour la troisième fois pour la peinture d'un retable dans l'église paroissiale de Pozuelo de Aravaca. En 1591, il propose, sans succès, de réaliser la peinture et la dorure de la salle des Rois de l'Alcázar de Ségovie.
En février 1593, il s'engage avec le peintre de Valladolid Gregorio Martínez à peindre et dorer le retable de la cathédrale de Burgos, bien que son transfert dans la cité ne pouvait pas être immédiat car en juillet de cette année, il était à l'Escurial, où il fait une évaluation de tableaux de Pellegrino Tibaldi. L'année suivante, il est impliqué dans un procès à cause du retable.
En avril 1595, dans un document de ce procès, il est indiqué que le peintre était mort dans calle de Sombrerería de Burgos, sans préciser la date exacte.

## Sources
- (es) Cet article est partiellement ou en totalité issu de l’article de Wikipédia en espagnol intitulé « Diego de Urbina » (voir la liste des auteurs) (adaptation).